# Bruno Dreossi
Bruno Dreossi, född den 11 juli 1964 i Monfalcone, Italien, är en italiensk kanotist.
Han tog OS-brons i K-2 500 meter i samband med de olympiska kanottävlingarna 1992 i Barcelona.